# チャパル・ワッディ山
チャパル・ワッディ山（チャパル・ワッディさん、Chappal Waddi）は、ナイジェリアの最高峰である。標高2,419 m。カメルーンとの国境近くのタラバ州に位置しており、ガシャカ森林保護区（Gashaka Forest Reserve）（ガシャカ・グムティ国立公園）の中にある。チャパル・ワッディ山は、西アフリカの領域がカメルーンを除くものとして考える場合、西アフリカの最高地点として挙げられる。